# Il coraggio di Irena Sendler
Il coraggio di Irena Sendler (The Courageous Heart of Irena Sendler) è un film per la televisione del 2009 diretto da John Kent Harrison con Anna Paquin, Marcia Gay Harden e Goran Višnjić. Il film si basa sul libro Mother of the Children of the Holocaust: The Story of Irena Sendler scritto da Anna Mieszkowska, che racconta la vita di Irena Sendler, un'assistente sociale polacca che salvò clandestinamente 2500 bambini ebrei durante l'Olocausto.

## Trama
Irena Sendler, infermiera e assistente sociale polacca, si fa assumere come infermiera per poter trasportare fuori dal ghetto più bambini possibile.

## Produzione
Il film è stato girato a Riga in Lettonia.

## Distribuzione
Il film è stato trasmesso, negli Stati Uniti, in prima tv dalla CBS il 19 aprile 2009 e distribuito in DVD a giugno. In Italia il film, rimasto inedito per diversi anni, è stato trasmesso da DIVA Universal il 27 gennaio 2014 in occasione del giorno della memoria.

## Critica
Il film ha ricevuto generalmente recensioni positive soprattutto dal New York Times, dal Washington Post e dall'Hollywood Reporter.